# Grande Prêmio da Comunidade Valenciana de Motovelocidade
O Grande Prêmio da Comunidade Valenciana de MotoGP é um evento motociclístico que faz parte do mundial de MotoGP.

## Vencedores do Grande Prêmio da Comunidade Valenciana
| Ano  | Pista    | Moto3                                                                                         | Moto3                                                                                         | Moto2                                                                                         | Moto2                                                                                         | MotoGP                                                                                        | MotoGP                                                                                        |
| Ano  | Pista    | Piloto                                                                                        | Moto                                                                                          | Piloto                                                                                        | Moto                                                                                          | Piloto                                                                                        | Moto                                                                                          |
| ---- | -------- | --------------------------------------------------------------------------------------------- | --------------------------------------------------------------------------------------------- | --------------------------------------------------------------------------------------------- | --------------------------------------------------------------------------------------------- | --------------------------------------------------------------------------------------------- | --------------------------------------------------------------------------------------------- |
| 2024 | Valencia | Não realizado devido às cheias em Espanha. Substituído pelo GP da Solidariedade de Barcelona. | Não realizado devido às cheias em Espanha. Substituído pelo GP da Solidariedade de Barcelona. | Não realizado devido às cheias em Espanha. Substituído pelo GP da Solidariedade de Barcelona. | Não realizado devido às cheias em Espanha. Substituído pelo GP da Solidariedade de Barcelona. | Não realizado devido às cheias em Espanha. Substituído pelo GP da Solidariedade de Barcelona. | Não realizado devido às cheias em Espanha. Substituído pelo GP da Solidariedade de Barcelona. |
| 2023 | Valencia | Ayumu Sasaki                                                                                  | Husqvarna                                                                                     | Fermín Aldeguer                                                                               | Boscoscuro                                                                                    | Francesco Bagnaia                                                                             | Ducati                                                                                        |
| 2022 | Valencia | Izan Guevara                                                                                  | Gas Gas                                                                                       | Pedro Acosta                                                                                  | Kalex                                                                                         | Álex Rins                                                                                     | Suzuki                                                                                        |
| 2021 | Valencia | Xavier Artigas                                                                                | Honda                                                                                         | Raúl Fernández                                                                                | Kalex                                                                                         | Francesco Bagnaia                                                                             | Ducati                                                                                        |

| Ano  | Pista    | MotoE                                   | MotoE                                   | Moto3         | Moto3 | Moto2        | Moto2 | MotoGP            | MotoGP | Resumo   |
| Ano  | Pista    | Piloto                                  | Moto                                    | Piloto        | Moto  | Piloto       | Moto  | Piloto            | Moto   | Resumo   |
| ---- | -------- | --------------------------------------- | --------------------------------------- | ------------- | ----- | ------------ | ----- | ----------------- | ------ | -------- |
| 2020 | Valencia | Cancelado devido à Pandemia de COVID-19 | Cancelado devido à Pandemia de COVID-19 | Tony Arbolino | Honda | Jorge Martín | Kalex | Franco Morbidelli | Yamaha |          |
| 2019 | Valencia | Eric Granado                            | Energica                                | Sergio García | Honda | Brad Binder  | KTM   | Marc Márquez      | Honda  | Detalhes |
| 2019 | Valencia | Eric Granado                            | Energica                                | Sergio García | Honda | Brad Binder  | KTM   | Marc Márquez      | Honda  | Detalhes |

| Ano  | Pista    | MotoGP          | MotoGP | Moto2            | Moto2    | Moto3              | Moto3   | Resumo   |
| Ano  | Pista    | Piloto          | Moto   | Piloto           | Moto     | Piloto             | Moto    | Resumo   |
| ---- | -------- | --------------- | ------ | ---------------- | -------- | ------------------ | ------- | -------- |
| 2018 | Valencia | Alex Rins       | Suzuki | Miguel Oliveira  | KTM      | Can Öncü           | KTM     | Detalhes |
| 2017 | Valencia | Dani Pedrosa    | Honda  | Miguel Oliveira  | KTM      | Jorge Martín       | Honda   | Detalhes |
| 2016 | Valencia | Jorge Lorenzo   | Yamaha | Johann Zarco     | Kalex    | Brad Binder        | KTM     | Detalhes |
| 2015 | Valencia | Jorge Lorenzo   | Yamaha | Esteve Rabat     | Kalex    | Miguel Oliveira    | KTM     | Detalhes |
| 2014 | Valencia | Marc Márquez    | Honda  | Thomas Lüthi     | Suter    | Jack Miller        | KTM     | Detalhes |
| 2013 | Valencia | Jorge Lorenzo   | Yamaha | Nicolás Terol    | Suter    | Maverick Viñales   | KTM     | Detalhes |
| 2012 | Valencia | Dani Pedrosa    | Honda  | Marc Márquez     | Suter    | Danny Kent         | KTM     | Detalhes |
| Ano  | Pista    | MotoGP          | MotoGP | Moto2            | Moto2    | 125 cc             | 125 cc  | Resumo   |
| Ano  | Pista    | Piloto          | Moto   | Piloto           | Moto     | Piloto             | Moto    | Resumo   |
| 2011 | Valencia | Casey Stoner    | Honda  | Michele Pirro    | Moriwaki | Maverick Viñales   | Aprilia | Detalhes |
| 2010 | Valencia | Jorge Lorenzo   | Yamaha | Karel Abraham    | FTR      | Bradley Smith      | Aprilia | Detalhes |
| Ano  | Pista    | MotoGP          | MotoGP | 250 cc           | 250 cc   | 125 cc             | 125 cc  | Resumo   |
| Ano  | Pista    | Piloto          | Moto   | Piloto           | Moto     | Piloto             | Moto    | Resumo   |
| 2009 | Valencia | Dani Pedrosa    | Honda  | Héctor Barberá   | Aprilia  | Julián Simón       | Aprilia | Detalhes |
| 2008 | Valencia | Casey Stoner    | Ducati | Marco Simoncelli | Gilera   | Simone Corsi       | Aprilia | Detalhes |
| 2007 | Valencia | Dani Pedrosa    | Honda  | Mika Kallio      | KTM      | Héctor Faubel      | Aprilia | Detalhes |
| 2006 | Valencia | Troy Bayliss    | Ducati | Alex de Angelis  | Aprilia  | Héctor Faubel      | Aprilia | Detalhes |
| 2005 | Valencia | Marco Melandri  | Honda  | Dani Pedrosa     | Honda    | Mika Kallio        | KTM     | Detalhes |
| 2004 | Valencia | Valentino Rossi | Yamaha | Dani Pedrosa     | Honda    | Héctor Barberá     | Aprilia | Detalhes |
| 2003 | Valencia | Valentino Rossi | Honda  | Randy de Puniet  | Aprilia  | Casey Stoner       | Aprilia | Detalhes |
| 2002 | Valencia | Alex Barros     | Honda  | Marco Melandri   | Aprilia  | Dani Pedrosa       | Honda   | Detalhes |
| Ano  | Pista    | 500 cc          | 500 cc | 250 cc           | 250 cc   | 125 cc             | 125 cc  | Resumo   |
| Ano  | Pista    | Piloto          | Moto   | Piloto           | Moto     | Piloto             | Moto    | Resumo   |
| 2001 | Valencia | Sete Gibernau   | Suzuki | Daijiro Kato     | Honda    | Manuel Poggiali    | Gilera  | Detalhes |
| 2000 | Valencia | Garry McCoy     | Yamaha | Shinya Nakano    | Yamaha   | Roberto Locatelli  | Aprilia | Detalhes |
| 1999 | Valencia | Régis Laconi    | Yamaha | Tohru Ukawa      | Honda    | Gianluigi Scalvini | Aprilia | Detalhes |

### Múltiplas Vitórias (pilotos)
| Nº Vit | Piloto            | Vitórias  | Vitórias               |
| Nº Vit | Piloto            | Categoria | Anos Vitórias          |
| ------ | ----------------- | --------- | ---------------------- |
| 7      | Dani Pedrosa      | MotoGP    | 2007, 2009, 2012, 2017 |
| 7      | Dani Pedrosa      | 250 cc    | 2004, 2005             |
| 7      | Dani Pedrosa      | 125 cc    | 2002                   |
| 4      | Jorge Lorenzo     | MotoGP    | 2010, 2013, 2015, 2016 |
| 3      | Casey Stoner      | MotoGP    | 2008, 2011             |
| 3      | Casey Stoner      | 125 cc    | 2003                   |
| 3      | Marc Márquez      | MotoGP    | 2014, 2019             |
| 3      | Marc Márquez      | Moto2     | 2012                   |
| 3      | Miguel Oliveira   | Moto2     | 2017, 2018             |
| 3      | Miguel Oliveira   | Moto3     | 2015                   |
| 2      | Valentino Rossi   | MotoGP    | 2003, 2004             |
| 2      | Marco Melandri    | MotoGP    | 2005                   |
| 2      | Marco Melandri    | 250 cc    | 2002                   |
| 2      | Héctor Faubel     | 125 cc    | 2006, 2007             |
| 2      | Mika Kallio       | 250 cc    | 2007                   |
| 2      | Mika Kallio       | 125 cc    | 2005                   |
| 2      | Héctor Barberá    | 250 cc    | 2009                   |
| 2      | Héctor Barberá    | 125 cc    | 2004                   |
| 2      | Maverick Viñales  | Moto3     | 2013                   |
| 2      | Maverick Viñales  | 125 cc    | 2011                   |
| 2      | Brad Binder       | Moto2     | 2019                   |
| 2      | Brad Binder       | Moto3     | 2016                   |
| 2      | Jorge Martín      | Moto2     | 2020                   |
| 2      | Jorge Martín      | Moto3     | 2017                   |
| 2      | Francesco Bagnaia | MotoGP    | 2021, 2023             |

### Múltiplas Vitórias (construtores)
| Nº Vit | Constructor | Vitórias  | Vitórias                                                   |
| Nº Vit | Constructor | Categoria | Anos Vitórias                                              |
| ------ | ----------- | --------- | ---------------------------------------------------------- |
| 19     | Honda       | MotoGP    | 2002, 2003, 2005, 2007, 2009, 2011, 2012, 2014, 2017, 2019 |
| 19     | Honda       | 250 cc    | 1999, 2001, 2004, 2005                                     |
| 19     | Honda       | Moto3     | 2017, 2019, 2020, 2021                                     |
| 19     | Honda       | 125 cc    | 2002                                                       |
| 14     | Aprilia     | 250 cc    | 2002, 2003, 2006, 2009                                     |
| 14     | Aprilia     | 125 cc    | 1999, 2000, 2003, 2004, 2006, 2007, 2008, 2008, 2010, 2011 |
| 11     | KTM         | Moto2     | 2017, 2018, 2019                                           |
| 11     | KTM         | 250 cc    | 2007                                                       |
| 11     | KTM         | Moto3     | 2012, 2013, 2014, 2015, 2016, 2018                         |
| 11     | KTM         | 125 cc    | 2005                                                       |
| 9      | Yamaha      | MotoGP    | 2004, 2010, 2013, 2015, 2016, 2020                         |
| 9      | Yamaha      | 500 cc    | 1999, 2000                                                 |
| 9      | Yamaha      | 250 cc    | 2000                                                       |
| 5      | Ducati      | MotoGP    | 2006, 2008, 2018, 2021, 2023                               |
| 5      | Kalex       | Moto2     | 2015, 2016, 2020, 2021, 2022                               |
| 3      | Suter       | Moto2     | 2012, 2013, 2014                                           |
| 2      | Gilera      | 250 cc    | 2008                                                       |
| 2      | Gilera      | 125 cc    | 2001                                                       |
| 2      | Energica    | MotoE     | 2019 (corridas 1 e 2)                                      |

### Múltiplas Vitórias (países)
| Nº Vit | País        | Vitórias  | Vitórias                                                         |
| Nº Vit | País        | Categoria | Anos Vitórias                                                    |
| ------ | ----------- | --------- | ---------------------------------------------------------------- |
| 33     | Espanha     | MotoGP    | 2007, 2009, 2010, 2012, 2013, 2014, 2015, 2016, 2017, 2019, 2022 |
| 33     | Espanha     | 500 cc    | 2001                                                             |
| 33     | Espanha     | Moto2     | 2012, 2013, 2015, 2020, 2021, 2022, 2023                         |
| 33     | Espanha     | 250 cc    | 2004, 2005, 2009                                                 |
| 33     | Espanha     | Moto3     | 2013, 2017, 2019, 2021, 2022                                     |
| 33     | Espanha     | 125 cc    | 2002, 2004, 2006, 2007, 2009, 2011                               |
| 14     | Itália      | MotoGP    | 2003, 2004, 2005, 2018, 2020, 2021, 2023                         |
| 14     | Itália      | Moto2     | 2011                                                             |
| 14     | Itália      | 250 cc    | 2002, 2008                                                       |
| 14     | Itália      | Moto3     | 2020                                                             |
| 14     | Itália      | 125 cc    | 1999, 2000, 2008                                                 |
| 6      | Austrália   | MotoGP    | 2006, 2008, 2011                                                 |
| 6      | Austrália   | 500 cc    | 2000                                                             |
| 6      | Austrália   | Moto3     | 2014                                                             |
| 6      | Austrália   | 125 cc    | 2003                                                             |
| 4      | Japão       | 250 cc    | 1999, 2000, 2001                                                 |
| 4      | Japão       | Moto3     | 2023                                                             |
| 3      | França      | 500 cc    | 1999                                                             |
| 3      | França      | Moto2     | 2016                                                             |
| 3      | França      | 250 cc    | 2003                                                             |
| 3      | Portugal    | Moto2     | 2017, 2018                                                       |
| 3      | Portugal    | Moto3     | 2015                                                             |
| 2      | San Marino  | 250 cc    | 2006                                                             |
| 2      | San Marino  | 125 cc    | 2001                                                             |
| 2      | Reino Unido | Moto3     | 2012                                                             |
| 2      | Reino Unido | 125 cc    | 2010                                                             |